# Ковбань
Ко́вбань — село в Україні, у Горохівській міській громаді Луцького району Волинської області. Населення становить 103 особи.

## Економіка
В селі закладений перший на Волині промисловий персиковий сад. У 2019 році в саду на площі 1,5 га росло 12 різних сортів персиків: ранні, середні й пізні. У розсаднику налічувалося 35 сортів персиків, а також яблуні, груші, сливи, вишні.

## Історія
У 1906 році колонія Скобелецької волості Володимир-Волинського повіту Волинської губернії. Відстань від повітового міста становила 66 верст, 12 верст від волості. Налічувалось 62 подвір'я та 407 мешканців.
12 червня 2020 року, відповідно до розпорядження Кабінету Міністрів України № 708-р «Про визначення адміністративних центрів та затвердження територій територіальних громад Волинської області», село увійшло в склад Горохівської міської громади.
19 липня 2020 року, в результаті адміністративно-територіальної реформи та ліквідації Горохівського району, село увійшло до складу новоутвореного Луцького району.

## Населення
Згідно з переписом УРСР 1989 року чисельність наявного населення села становила 78 осіб, з яких 32 чоловіки та 46 жінок.
За переписом населення України 2001 року в селі мешкали 103 особи.

### Мова
Розподіл населення за рідною мовою за даними перепису 2001 року:
| Мова       | Відсоток |
| ---------- | -------- |
| українська | 99,03 %  |
| російська  | 0,97 %   |